# 시모카마가리정
시모카마가리정(下蒲刈町)은 히로시마현에 있던 정으로, 아키군에 속했다. 구레시 남동쪽 세토내해에 떠 있는 시모가마가리섬과 3개의 무인도로 이루어진 마을이었다. 2003년 4월 1일 구레시에 편입되어 소멸하였다.

## 역사
- 1891년 7월 27일 - 가미카마가리지마촌, 시모카마가리지마촌이 성립하였다.
- 1947년 8월 1일 - 시모카마가리지마촌이 분립해, 무카이촌이 되었다.
  - 무카이촌은 그 후 1956년 9월 30일에 가미카마가리지마촌과 대등합병해 가마가리정으로 이동되었다.
- 1962년 1월 1일 - 시모카마가리지마촌이 개칭, 정으로 승격해 시모카마가리정이 되었다.
- 2003년 4월 1일 - 시모카마가리정이 구레시에 편입되어 소멸하였다.